# Cláudio Coutinho
Cláudio Pêcego de Moraes Coutinho (Dom Pedrito, 5 de janeiro de 1939 — Rio de Janeiro, 27 de novembro de 1981) foi um militar e treinador brasileiro, que comandou o Flamengo e a Seleção Brasileira de Futebol na década de 1970.

## Carreira militar
Nascido na pequena cidade gaúcha de Dom Pedrito, na fronteira com o Uruguai, Coutinho mudou-se para o Rio de Janeiro quando tinha somente quatro anos de idade.
Coutinho ingressou na Escola Militar e seguiu carreira, chegando ao posto de capitão. Por outro lado, também demonstrava grande interesse para área esportiva, tanto que se graduou na Escola de Educação Física do Exército junto com outros oficiais que seriam seus grandes amigos, colaboradores e incentivadores.
Em 1968, foi escolhido para representar sua escola em um Congresso Mundial, realizado nos Estados Unidos da América. Lá conheceu o professor norte-americano Kenneth Cooper, idealizador do famoso método de avaliação física que leva o seu nome. Convidado pelo mesmo, frequentou o Laboratório de Estresse Humano da NASA. Dando prosseguimento às suas experiências internacionais, defendeu tese de mestrado na Universidade de Fontainbleau, na França.

## Carreira no futebol
Em 1970 foi chamado para ser preparador físico da Seleção Brasileira, tricampeã mundial na Copa do Mundo de 1970, no México. Nos treinamentos, passou a trabalhar com o Cooper, sendo a partir daí conhecido por ser o seu introdutor no Brasil. Após a competição, trabalhou como supervisor na Seleção Peruana de Futebol, no Vasco da Gama, como coordenador técnico do Brasil na Copa do Mundo de 1974, e como preparador físico do Olympique de Marseille, da França.
Já desempenhando os cargos de preparador físico e supervisor da Seleção Brasileira Olímpica, assumiu também o cargo de treinador em 8 de julho de 1976, poucas semanas antes do início dos Jogos Olímpicos de Verão de 1976, em Montreal, com a demissão de Zizinho. A seleção obteria o quarto lugar.
Estreou como treinador do Flamengo em 12 de setembro de 1976, substituindo Carlos Froner. Neste dia, a equipe venceu o Sport por 3 a 0, no Maracanã.

## Treinador da Seleção Brasileira
Na preparação para a Copa do Mundo de 1978 substituiu Osvaldo Brandão, que estranhamente renunciou ao cargo. Anunciado em 27 de fevereiro de 1977, pela CBD, presidida pelo militar Heleno Nunes, um almirante, o nome de Cláudio Coutinho, um capitão, causou surpresa, já que era considerado pouco experiente.

## Pioneirismo da europeização no futebol brasileiro
Essa era uma discussão polêmica e que dividia opiniões, e logo o treinador tratou de assumir que era um ardoroso defensor da europeização dos métodos. Para ele, a Seleção Brasileira já não dependia mais de craques foras-de-série, mas sim de um esquema em grupo, com disciplina tática. Ele também inventou uma terminologia confusa para descrever seu novo estilo de trabalho, com palavras como o overlapping, o "ponto futuro" (que descrevia o procedimento em que o jogador fazia a jogada com seu companheiro já se posicionando para receber a bola posteriormente) e a "polivalência" (em que cada jogador passaria a exercer mais de uma função em campo, conceito influenciado pelo Futebol total holandês de 1974).
Terminando de classificar o Brasil nas Eliminatórias, Coutinho passou a treiná-lo em uma série de amistosos. Mas em alguns desses, como um contra a Inglaterra que terminou empatado em 1 a 1, suas teorias, tão firmemente defendidas, não se aplicavam com muito sucesso. Às vésperas da Copa, Coutinho passou a rever seus conceitos, mas era tarde. Na convocação, causou controvérsia: deixou de levar Falcão, do Internacional, considerado por muitos o melhor armador do futebol brasileiro à época, para ir com Chicão, do São Paulo, conhecido mais por sua garra e truculência, talvez pela questão da obediência tática. Na estreia da competição, o Brasil enfrentou a Suécia. O resultado foi um desanimador empate em 1 a 1. O jogo seguinte foi contra a Espanha. Um novo empate, desta vez em 0 a 0, já fazia pipocar críticas contra seu estilo e contra um certo espírito "retranqueiro" da Seleção. Um dos problemas que Coutinho enfrentava era a falta de entrosamento do time como um todo, em especial entre Zico e Reinaldo, dois craques absolutos, mas que estavam rendendo aquém do esperado no torneio. A vitória sobre a Áustria por 1 a 0 não acalmou muito os ânimos e o presidente da CBD, Heleno de Barros Nunes, acabou por intervir. Ordenou a Coutinho que trocasse a dupla por Roberto Dinamite e Jorge Mendonça, e também que substituísse o zagueiro improvisado na lateral-esquerda Edinho (já que Coutinho não havia aprovado Júnior na posição) por um atleta do ofício, Rodrigues Neto. As mudanças podem ter surtido algum efeito, já que o Brasil, no primeiro jogo da segunda fase, goleou o Peru por 3 a 0. Mesmo não apresentando um futebol ideal, era visível a melhora da equipe, a maior vontade e determinação. O jogo seguinte, contra a anfitriã Argentina, a futura campeã, ficou marcado pela rivalidade e tensão. Um 0 a 0 truncado e disputado, com todo o tempero dessa "batalha". A decisão sobre qual dos dois rivais sul-americanos iria à grande final ficou então para a última rodada: o Brasil enfrentaria a Polônia, enquanto a Argentina duelava com os peruanos. Os jogos, marcados para o mesmo dia, originalmente transcorreriam também no mesmo horário, mas subitamente a FIFA decidiu adiar o jogo da Argentina, para que começasse apenas após o término da peleja brasileira. A Seleção então fez sua parte, vencendo sua partida por 3 a 1. Já os argentinos entraram em campo sabendo quantos gols precisariam fazer para superar seu adversário no saldo (primeiro critério de desempate). Em um jogo polêmico, marcado pela suspeita de irregularidade, o time goleou o Peru de forma surpreendente, por 6 a 0, contando com erros crassos do time adversário. Com isso, restou à Seleção disputar o terceiro lugar com a Itália, partida ganha por 2 a 1. O Brasil, embora não chegasse à final, foi o único time invicto da competição, um dos fatores que levaram Cláudio Coutinho a cunhar uma frase que se tornaria célebre: "Fomos os campeões morais dessa Copa".
Mesmo assim, o treinador acabou responsabilizado pela mídia e opinião pública pelo fracasso de seu selecionado. Ainda permaneceu à frente do time nacional até 31 de outubro de 1979, quando comandou a Seleção pela última vez, na semifinal da Copa América de 1979, no empate de 2 a 2 contra o Paraguai. 
No Flamengo e, pouco tempo depois, conseguiria "dar a volta por cima" na equipe ao ser tricampeão estadual em 1978, 1979 e 1979 (especial) e campeão brasileiro em 1980, e, de certa forma, ao ser o criador da equipe que seria campeã do Mundial Interclubes de 1981, já sob o comando de Paulo César Carpeggiani. Em 1981, treinou o Los Angeles Aztecs, dos Estados Unidos.

## Morte
No final da temporada de 1981, estava em férias no Rio de Janeiro. No dia 27 de novembro morreu afogado, aos 42 anos nas Ilhas Cagarras, arquipélago próximo à Praia de Ipanema. Coutinho, capitão do exército e com conexões políticas, era um exímio mergulhador e a pesca submarina um dos seus hobbies.  Em Porto Velho - Rondônia o maior ginásio da capital leva seu nome como homenagem.

## Títulos
Vasco da Gama
- Taça Eficiência: 1973
- Taça José de Albuquerque: 1972
- Torneio Extra do Rio de Janeiro: 1973
- Troféu Pedro Novaes: 1973

Botafogo
- Taça Augusto Pereira da Mota: 1975
- Taça Disciplina: 1975
- Taça Eficiência: 1975
- Troféu Mauro Cid Nunes: 1975

Flamengo
- Campeonato Brasileiro: 1980
- Campeonato Carioca: 1978, 1979-I, 1979-II
- Taça Guanabara: 1978, 1979, 1980
- Taça Duque de Caxias: 1976
- Taça Geraldo Cleofas Dias Alves: 1976
- Taça Governador Ary Ribeiro Valadão: 1979
- Taça Innocêncio Pereira Leal: 1979
- Taça Jorge Frias de Paula: 1979
- Taça Luiz Aranha: 1979
- Taça Prefeitura Municipal de Manaus: 1976
- Taça Rio de Janeiro: 1978
- Torneio Elmo Serejo: 1976
- Troféu 40 Anos da Rádio Nacional: 1976
- Troféu Anos de Ouro do Futebol Brasileiro: 1980
- Troféu Antônio Valmir Campelo Bezerra: 1977
- Troféu Cidade de Palma de Mallorca: 1978
- Troféu Cidade de Santander: 1980
- Troféu Governador Roberto Santos: 1976
- Troféu João Batista de Oliveira Figueiredo: 1979
- Troféu João Saldanha: 1980
- Troféu Perugia: 1980
- Troféu Ramón de Carranza: 1979, 1980

Seleção Brasileira
- Mundialito de Cáli: 1977
- Troféu Coroa do Príncipe: 1978

Los Angeles Aztecs
- North American Soccer League (Western Division): 1980-81